# Психастенія
Психастенія (від дав.-гр. ψυχή — душа та ἀσθένεια — слабкість) — хворобливий стан, у якому найбільш вираженою особливістю психічного складу людини є тривожно-помисливий характер, який виявляється в постійній невпевненості в собі, нерішучості, боязкості й уразливості. Такі люди схильні до сумнівів, їм постійно важко приймати будь-яке рішення; вони нескінченно аналізують свої вчинки, схильні до зниженої самооцінки, рідко бувають задоволені собою. В етіології провідними є конституційний фактор, а також психогенний вплив зовнішнього середовища. В лікуванні та профілактиці психастенії важлива роль належить педагогічним заходам, а також соціальному і трудовому влаштуванню хворого, психотерапії.
Психастенік — різновид астеніка в типології характерів П. Б. Ганнушкіна.

## Основні особливості
Як всі астеніки, психастеніки збудливі, чутливі, але швидко втомлюються.
Психастенічний тип визначає схильність до самоаналізу і рефлексії. Психастеніки часто коливаються при прийнятті рішень і не переносять високих вимог і вантажу відповідальності на себе та інших. Такі суб'єкти демонструють охайність і розсудливість, характерними рисами для них є самокритичність і надійність. У них зазвичай рівний настрій без різких змін. У сексі вони часто побоюються зробити помилку, але в цілому їх статеве життя проходить без особливостей.
У психастеніків немає соматичних розладів, зате присутні: боязкість, нерішучість, сумніви у всьому. Вони сумніваються щодо сьогодення, майбутнього і минулого. Психастенікам дуже важко почати якусь справу: вони приймають рішення, потім відступають, знову збираються з силами і т. д. Їм важко приймати рішення, тому що вони сумніваються в успіху будь-якої задуманої справи. З іншого боку, якщо вже психастенік щось вирішив, то повинен здійснити це відразу; іншими словами, він проявляє крайню нетерплячість.
Постійні сумніви, нерішучість і нетерплячість, ось таке парадоксальне поєднання властивостей. Однак воно має свою логіку: психастенік квапить події, тому що побоюється, аби ніщо не завадило здійснити задумане; тобто нетерплячість відбувається з тієї ж невпевненості.

## Спілкування і стосунки
Психастенік зазнає значних труднощів у спілкуванні, коло його знайомств вузьке. Для психастеніка типовим є почуття самотності. Ведучи розмову, він паралельно оцінює ситуацію з боку. Психастенік від невпевненості не буває розкутий, намагається не дивитися в очі. Такі люди не переносять довгих пауз в розмовах, так як вони відчувають, що мовчання виникає через їх низькі комунікативні навички; в таких ситуаціях психастенік або ховається глибоко в себе, не в силах вимовити ні слова, або починає говорити дурниці. Прагнення якомога зрозуміліше висловити свою думку доходить до занудства.
Часто психастенік майже свідомо відштовхує від себе людей, яких з тієї чи іншої причини вважає кращими за себе, щоб не відчувати себе поряд з ними ще більш неповноцінно. Для психастеніків характерна неконгруентність (різниця в думках, словах і вчинках). Психастенік намагається прикинутися таким же як і всі, тому що боїться відкрито проявляти себе, побоюючись насмішок. Найчастіше розумний психастенік в компанії намагається приховати свій інтелект, а сентиментальний — свої почуття. Нанесені іншими людьми образи психастеніки часто мовчки проковтують, при цьому сильно страждаючи всередині. Від дрібних образ вони позбавляються скаржачись на кривдника третім особам і знаходячи співчуття. Сильні ж образи вони здатні зберігати роками, що впливає на стосунки з кривдником, але при цьому мстивість їм не властива.
Психастеніки дуже моральні люди. Якщо ж вони роблять «погані вчинки», то завжди каються в цьому, можуть навіть перебільшувати свою провину. Психастеніку важко бути начальником, так як йому незручно віддавати розпорядження, змушувати людей підкорятися.
Психастеніки можуть відчувати сильний статевий потяг і оргазм. Вони не втрачають розум в сексі, для них не характерні винахідливість і прагнення до експериментів, при цьому вони здатні спостерігати за собою з боку і думати про сторонні речі. Мастурбація для психастеніків не набагато гірша реальної близькості. Фригідність психастенікам не властива.
Психастенік боїться труднощів сімейного життя: відповідальності, побуту, браку часу на духовні роздуми. Однак думка прожити життя на самоті ще страшніша. Для успішного сімейного життя психастеніку дуже важливо знайти людину, з якою б у нього виникла духовна та ідейна злагода, взаємна повага; сексуальна сторона грає меншу роль. Психастеніки рідко зраджують і важко переживають зради. Кровна спорідненість для таких людей значить менше ніж особистісна спорідненість, звідси виникає прохолодне ставлення навіть до найближчих родичів, в тому числі і до дітей, якщо з ними не виникає духовного єднання; психастенік звинувачує себе за це.
У вузькому колі близьких людей психастенік поводиться природно і просто, виявляє почуття гумору, імпровізує. З іншого боку, він може дратувати близьких постійними сумнівами з незначних приводів, занудством, дратівливістю, лінню. Відчуваючи сильну потребу в психотерапії, психастенік часто «перетворює» своїх близьких в психотерапевтів, ділиться з ними своїми переживаннями і очікує допомоги.

## Приклади психастеніків
Вважається, що психастеніками були такі відомі люди як вчені Чарлз Дарвін і Іван Павлов, літератори Євген Баратинський, Віссаріон Бєлінський, Антон Чехов, Еміль Золя, художник Клод Моне, театральний діяч Костянтин Станіславський.
З художніх персонажів до психастеників можна віднести Гамлета з трагедії Вільям Шекспіра, Новосельцева з фільму Ельдар Рязанова «Службовий роман», Тодда Андерсена з фільму П. Уїра «Спілка мертвих поетів», героїв оповідань А. П. Чехова — Альохіна з «Про любов», Бєлікова з «Людина у футлярі».